# Günther Grundmann
Pour les articles homonymes, voir Grundmann.
Günther Grundmann (né le 10 avril 1892 à Hirschberg, Monts des Géants, province de Silésie et mort le 19 juin 1976 à Hambourg,) est un historien de l'art allemand, directeur de musée et conservateur de monuments.

## Biographie
Après avoir obtenu son diplôme d'études secondaires dans sa ville natale en 1912, Grundmann étudie l'histoire de l'art à l'Université de Munich avec Heinrich Wölfflin et Paul Frankl (de), entre autres. En plus de ses études, il apprend la peinture à l'école de peinture Walter Thor (de) et étudie à partir de 1913 à l'École royale des arts appliqués, où il suit, entre autres, le cours d'écriture avec Fritz Helmuth Ehmcke et le cours de design de meubles avec Richard Riemerschmid. Lorsque la guerre éclate en 1914, il retourne d'abord à Hirschberg puis poursuit ses études d'histoire de l'art à l'Université de Breslau, où il obtient son doctorat en 1916 sous la direction de Bernhard Patzak (de).
De 1919 à 1932, Grundmann est professeur d'histoire de l'art à l'école de sculpture sur bois de Bad Warmbrunn (de) et administrateur bénévole du « Association des travailleurs à domicile », une association pour l'artisanat silésien. À partir de 1932, il succède à Ludwig Burgemeister (de) comme conservateur provincial de la Basse-Silésie à Breslau,. En même temps, il est membre de la Commission historique de Silésie (de). En 1938, il est nommé professeur à l'Université technique de Breslau.
En 1935, il fait la critique d'un buste du Führer réalisé par son ami sculpteur Theodor von Gosen (de). Après l'occupation allemande de la Pologne en 1939, Grundmann travaille dans les régions annexées et publie un ouvrage sur l'art allemand en « Silésie libérée »,. Le 20 avril 1938, il demande son adhésion au NSDAP et est accepté le 1er février 1940 (numéro de membre 7 456 346),. Vers la fin de la Seconde Guerre mondiale, ses tâches comprennent également la confiscation et le stockage des « biens artistiques menacés par les bombes » de Berlin et du Brandebourg.
Après son évasion de Silésie en 1945, il est directeur des collections d'art de la forteresse de Cobourg (de) de 1947 à 1950.
En 1950, il arrive à Hambourg, où de 1950 à 1959 il est conservateur des monuments de la ville libre et hanséatique d'Hambourg et, en tant que successeur d'Hubert Stierling (de), directeur du musée d'Altona (de),. De 1951 à 1959, il est également président de l'« Association des conservateurs des monuments d'État de la République fédérale d'Allemagne ». De 1962 à 1972, il est président du conseil d'administration de l' « Œuvre culturelle de Silésie ».

## Portrait de médaille
- 1932 : fonte creuse unilatérale en bronze (de), 80 mm, Cirillo Dell'Antonio (de) fecit. Recto : « Dr. GÜNTHER GRUNDMANN 1932” Buste avec attache vestimentaire à gauche, signé : CdA (ligaturé)[16].

## Publications (sélection)
- Gruftkapellen des achtzehnten Jahrhunderts in Niederschlesien und der Oberlausitz – Studien zur deutschen Kunstgeschichte, Heft 193, Strasbourg, Heitz & Mündel, 1916, siehe .
- Die Büste des Führers in der Breslauer Universität, dans: Der Oberschlesier 1935, Nr. 7, p. 371f.
- Karl XII. von Schweden und die Gnadenkirchen in Hirschberg und Landeshut. dans: Schlesien. Eine Vierteljahresschrift für Kunst, Wissenschaft und Volkstum. Volume 9, 1964, p. 14–25.
- Kunstwanderungen in Schlesien. Gesammelte Aufsätze aus den schlesischen Jahren 1917−1945. Bergstadtverlag Wilhelm Gottl. Korn, Munich, 1966.
- Die Warmbrunner Holzschnitzschule im Riesengebirge. Delp Verlag, Munich, 1968.
- Kunstwanderungen im Riesengebirge. Bergstadtverlag Wilhelm Gottl. Korn, Munich, 1969 [grundlegendes Werk, in Einzelfragen durch neuere Forschungen überholt].
- Barocke Kirchen und Klöster in Schlesien. Bergstadtverlag Wilhelm Gottl. Korn, Munich, 2. Aufl. 1971[17].
- Die Darmstädter Madonna. Eduard Roether, Darmstadt 1959. 2. erweiterte Auflage: Die Darmstädter Madonna. Der Schicksalsweg des berühmten Gemäldes von Hans Holbein d.J. Eduard Roether, Darmstadt, 1972[18]
- Erlebter Jahre Widerschein. Bergstadtverlag Wilhelm Gottl. Korn, Munich, 1972 [tlw. Autobiografie, sonst Bericht von Schlösserbesuchen während der Zeit als niederschles. Provinzialkonservator].
- Stätten der Erinnerung. Denkmäler erzählen schlesische Geschichte. Bergstadtverlag Wilhelm Gottl. Korn, Munich, 2. Aufl. 1975.
- Schreiberhau im Riesengebirge. Dans Gerhard Wietek (de), Deutsche Künstlerkolonien und Künstlerorte. Verlag Karl Thiemig, Munich, 1976, p. 136–141.
- Burgen, Schlösser und Gutshäuser in Schlesien. Francfort-sur-le-Main, (Bau- und Kunstdenkmäler im östlichen Europa)
  - Vol. 1. Die mittelalterlichen Burgruinen, Burgen und Wohntürme. 1982
  - Vol. 2. Schlösser und Feste Häuser der Renaissance. 1987 [faktenreiche, nicht fortgeführte Edition].
- avec Wulf Schadendorf (de): Schlesien, Deutscher Kunstverlag, Munich, 1962
- Hirschberg. Dans: Hugo Weczerka (dir.): Schlesien. 2e édition. Stuttgart, 2003, p. 189–193.

## Famille
Günther Grundmann est marié avec Elfriede Niepold depuis 1916. Le mariage donne naissance à une fille et au futur architecte Friedhelm Grundmann (de).
Günther Grundmann est enterré au cimetière d'Ohlsdorf à Hambourg, sur la place Q 10 au sud de la chapelle 1.

## Honneurs
- 1969 : Bouclier de Silésie (de) de l' Association patriotique de Silésie (de)[21].